# Qinchengfängelset
Qinchengfängelset (kinesiska: 秦城监狱) är ett fängelse som ligger i distriktet Changping nordväst om Kinas huvudstad Peking. Det byggdes med hjälp från Sovjetunionen 1958, och lyder omedelbart under Ministeriet för offentlig säkerhet. 
Bland sina fångar kan fängelset räknar personer som Jiang Qing, Bao Tong, Dai Qing och tibetanska fångar som den tionde Panchen Lama och den tibetanske kommunisten Phüntso Wangye samt kommunistledare som arresterades under kulturrevolutionen som Bo Yibo, Peng Zhen och Sidney Rittenberg.
Qinchengfängelset var länge okänt för omvärlden, men 1979 avslöjade dissidenten Wei Jingsheng fängelsets existens i en essä kallad "1900-talets bastiljen", där han bland annat använde uppgifter från Phüntso Wangye. Det var här de viktigaste fångarna från demokratirörelsen 1989 hamnade.